# Cube du prince Rupert

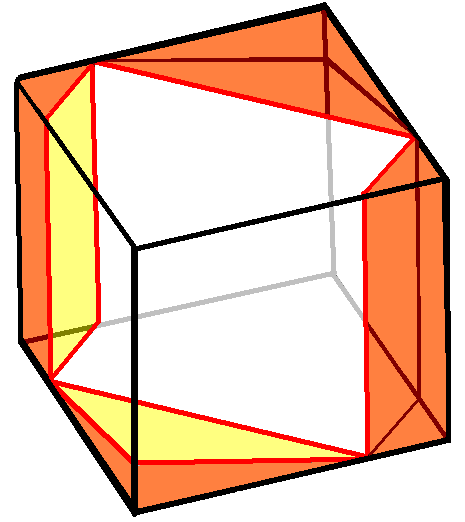
Un cube unité comportant un trou assez large pour permettre le passage du cube du prince Rupert.

En géométrie, le cube du prince Rupert (nommé d'après le Prince Rupert du Rhin) est le plus grand cube pouvant passer à travers un trou pratiqué dans un cube unitaire, i.e. un cube d'arête 1, sans séparer le cube en deux parties. La longueur de son arête est approximativement 6 % plus longue que celle du cube au travers duquel il passe. Le problème consistant à trouver le plus grand carré tenant entièrement dans un cube unitaire est directement lié et possède la même solution,,.

## Solution
Si deux points sont placés sur deux arêtes adjacentes d'un cube unité, chacun à une distance de 3/4 du point d'intersection de ces arêtes, alors la distance entre ces points est
{\displaystyle {\frac {3{\sqrt {2}}}{4}}\approx 1.0606601.}
Ces deux points, avec un second couple de points placés symétriquement sur la face opposée du cube, forment les quatre sommets d'un carré entièrement contenu dans le cube unité. Ce carré, prolongé perpendiculairement dans les deux directions, forme le trou au travers duquel un cube plus grand que le cube original (avec un côté de longueur allant jusqu'à {\displaystyle {\tfrac {3{\sqrt {2}}}{4}}}) peut passer.
Les parties restantes du cube unité, après avoir pratiqué ce trou, forment deux prismes triangulaires et deux tétraèdres irréguliers, reliés par de fins ponts aux quatre sommets du carré.
Chaque prisme a parmi ses six sommets deux sommets adjacents du cube et quatre points le long des arêtes du cube situés à une distance de 1/4 de ces sommets du cube. Chaque tétraèdre a parmi ses quatre sommets un sommet du cube, deux points situés à une distance de 3/4 de ce sommet sur des arêtes adjacentes, et un point situé à une distance de 3/16 du sommet du cube le long de la troisième arête adjacente.

## Histoire

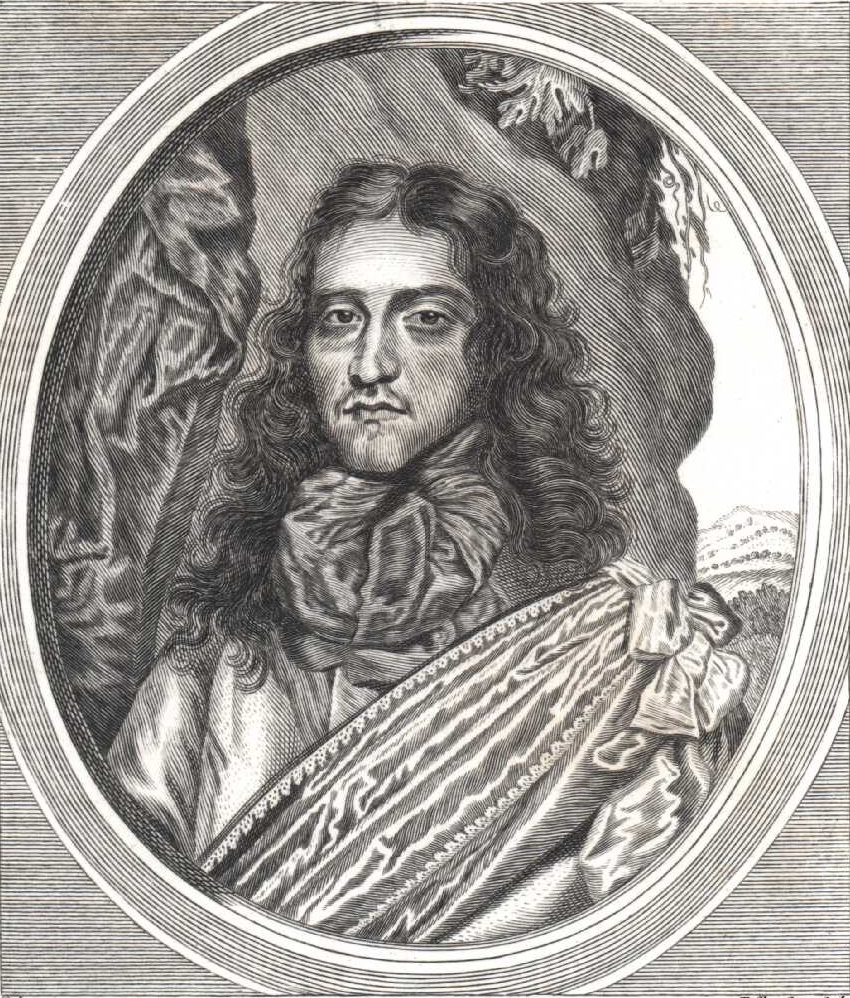
Prince Rupert du Rhin (1619-1682)

Le cube du prince Rupert porte le nom du prince Rupert du Rhin. À la fin du XVIIe siècle, le mathématicien anglais John Wallis rapporte que :
« Le Prince Palatin Rupert, homme de grande intelligence et de finesse d'esprit, pendant qu'il se trouvait à la cour du Roi anglais Charles II, soutint un jour (et il s'engagea à le prouver) qu'il était tout à fait possible de faire en sorte que, de deux cubes égaux, par un trou fait dans l'un des deux, l'autre traverse. »
Wallis a montré qu'un tel trou était possible (avec quelques erreurs qui ne furent corrigées que bien plus tard) et le Prince Rupert a gagné son pari,.

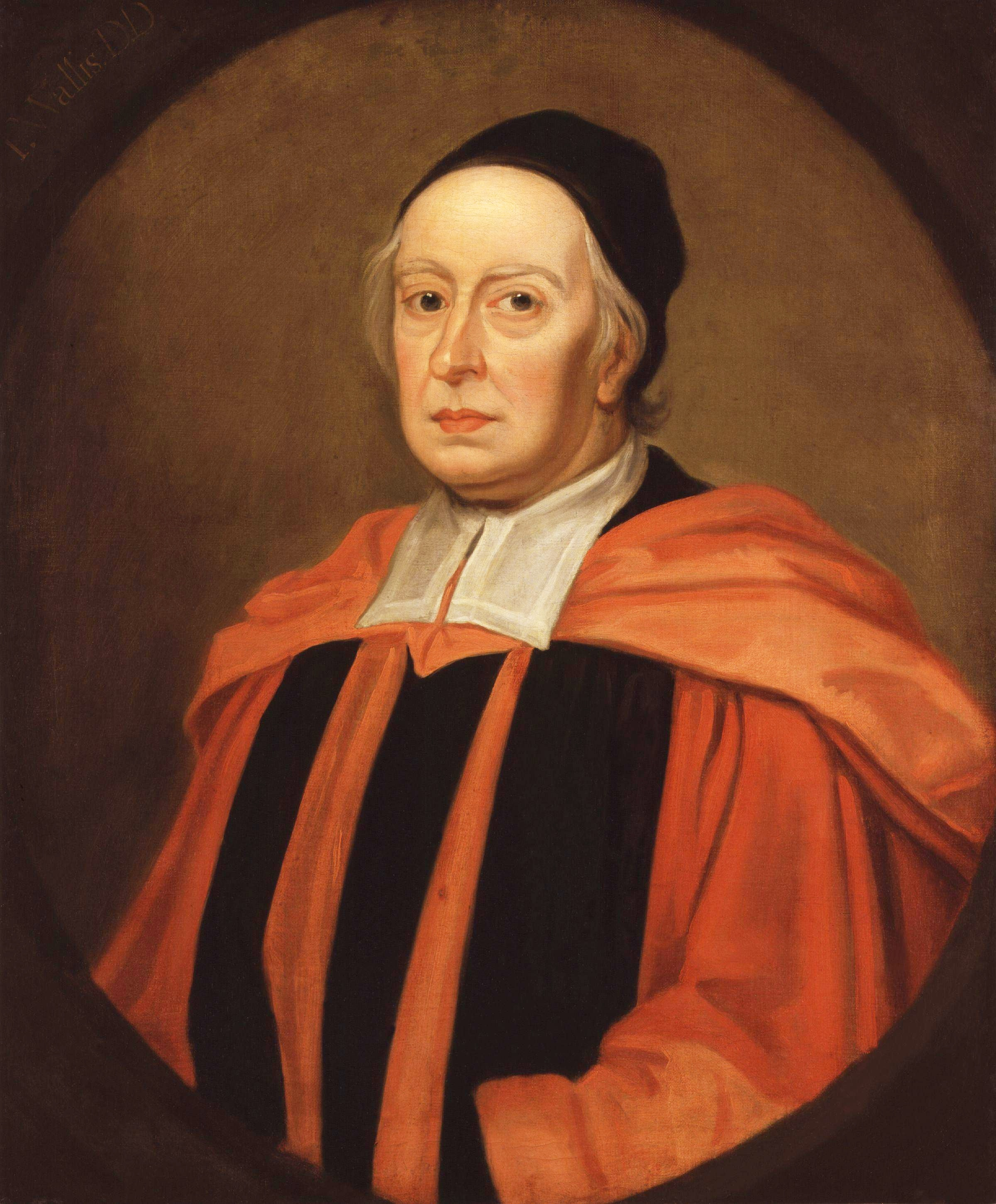
John Wallis

Wallis suppose que ce trou serait parallèle à une grande diagonale du cube. La projection du cube sur un plan perpendiculaire à cette diagonale est un hexagone régulier et le meilleur trou parallèle à la diagonale peut être obtenu en dessinant le plus grand carré possible pouvant être inscrit dans cet hexagone. En calculant la taille de ce carré on montre qu'un cube d'arête
{\displaystyle {\sqrt {6}}-{\sqrt {2}}\approx 1.03527},
légèrement plus grand que 1, est capable de passer à travers le trou.

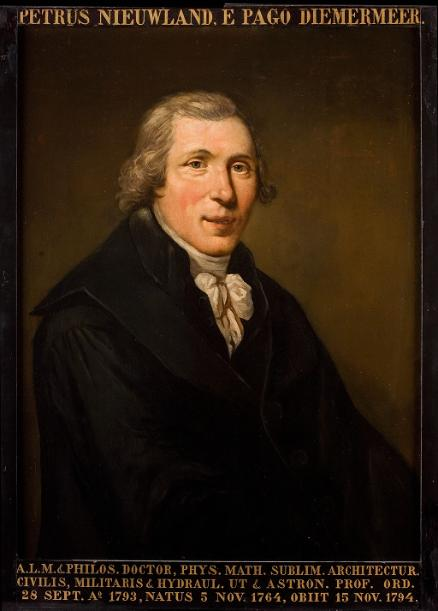
Pieter Nieuwland

Environ 100 ans plus tard, le mathématicien néerlandais Pieter Nieuwland trouve qu'une meilleure solution (en fait, la solution optimale) peut être obtenu en envisageant un trou formant un angle différent de la diagonale. Nieuwland décède en 1794, un an après avoir obtenu un poste de professeur à l'Université de Leyde, mais sa solution est publiée de façon posthume en 1816 par le mentor de Nieuwland, Jean Henri van Swinden,.

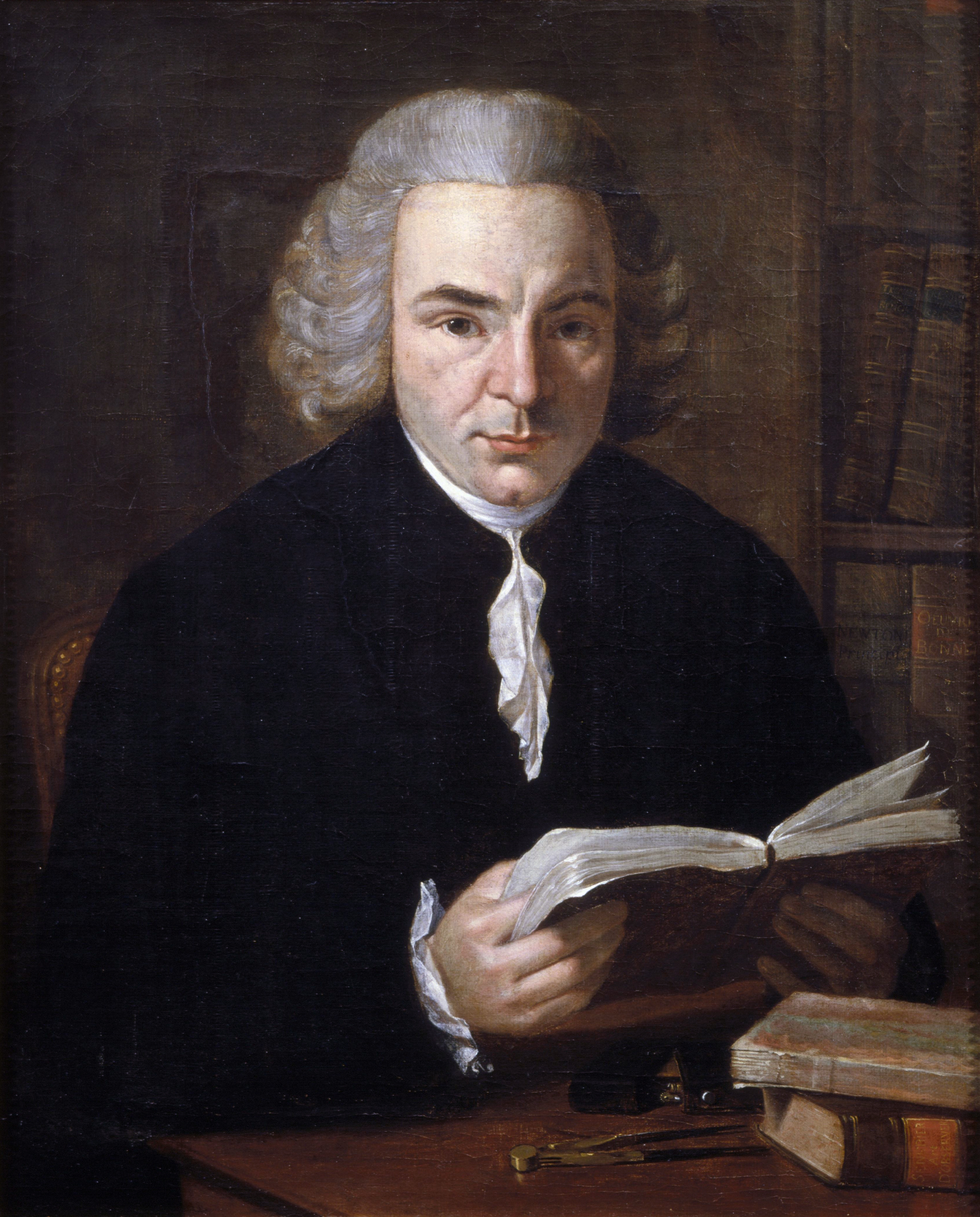
Jan Hendrik van Swinden

Depuis lors, ce problème est un classique figurant dans plusieurs ouvrages sur les mathématiques récréatives, dans certains cas avec la solution non optimale de Wallis au lieu de la solution optimale,,,,,,,,.

## Modèles

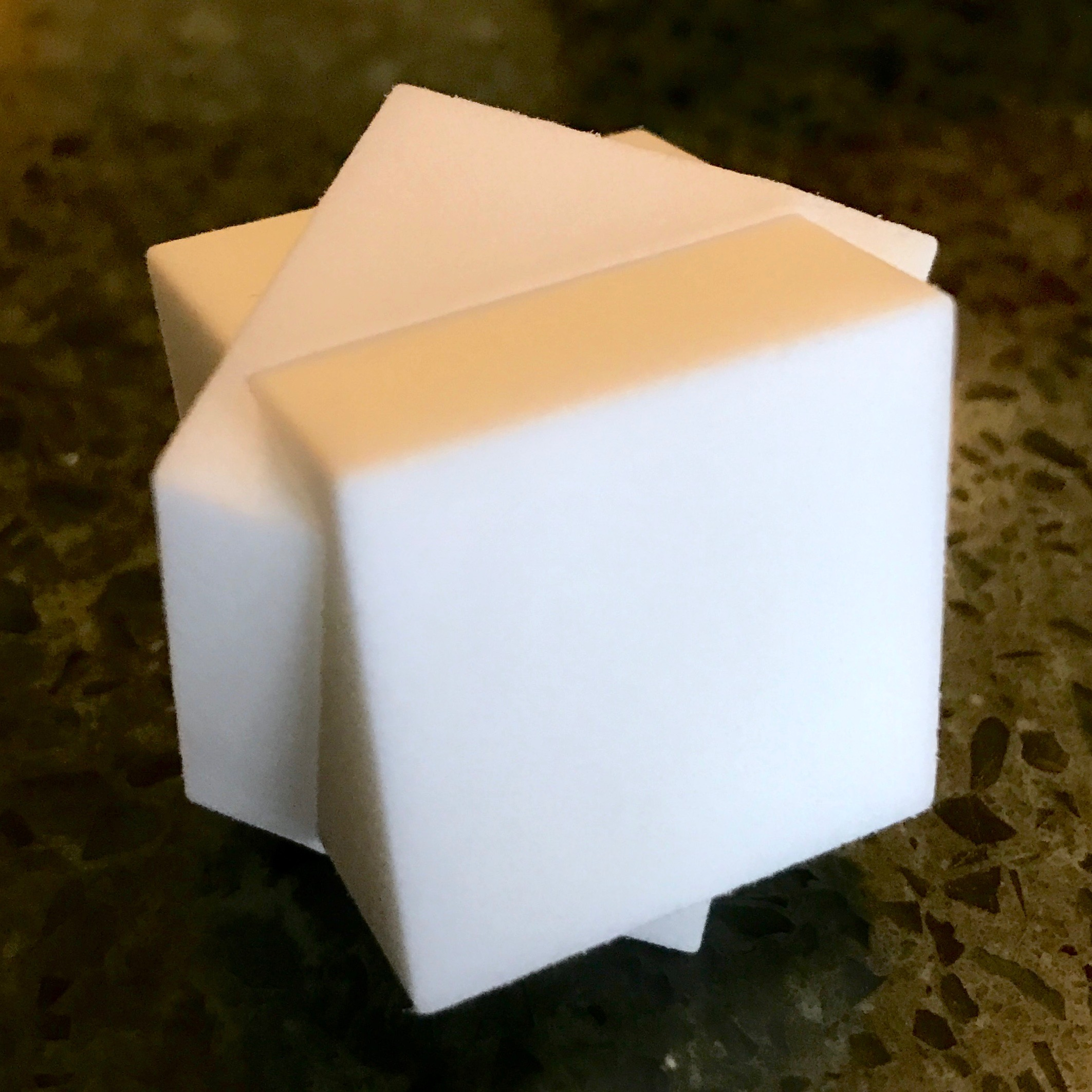
Un cube du prince Rupert imprimé en 3D.

La construction d'un modèle physique du cube du prince Rupert est rendue difficile par la précision nécessaire pour les mesures et la finesse des connexions entre les parties restantes du cube après obtention du trou ; pour cette raison, le problème a été qualifié de « mathématiquement possible mais pratiquement impossible ».
Néanmoins, dans une étude en 1950 de ce problème, D. J. E. Schrek publie des photographies d'un modèle de cube passant au travers d'un autre cube.
Martin Raynsford a dessiné un modèle de construction en papier d'un tel cube traversé par un autre cube ; afin de tenir compte des tolérances liées aux constructions en papier et ne pas tirer le papier trop près des jonctions entre les parties du cube évidé, le trou dans le modèle de Raynsford est légèrement plus grand que le cube qu'il laisse passer.
Depuis les années 2010, les progrès de l'impression 3D ont rendu facile la construction de cubes du prince Rupert rigides, dans des matériaux tels que le PLA.

## Généralisations
Le cube n'est pas le seul solide pouvant passer à travers un trou pratiqué dans une copie de lui-même. Cette propriété est valable pour tous les polyèdres réguliers. La preuve du tétraèdre et de l'octaèdre réguliers a été donnée en 1968, celle de  l'icosaèdre et du dodécaèdre en 2016. De même, il a été prouvé que neuf des treize solides d'Archimède possèdent cette propriété,,. Une conjecture postule que tout polyèdre convexe possède la propriété de Rupert,.
Une autre façon d'exprimer la même question (pour le cube) est de chercher le plus grand carré contenu dans un cube unité. Plus généralement Jerrard et Wetzel ont montré en 2004 que, pour un rapport de côtés donné, le plus grand rectangle contenu dans le cube unité doit passer par le centre du cube, et ses sommets appartenir aux arêtes du cube. Sans contrainte sur le rapport des côtés, le rectangle contenu dans le cube unité et ayant la plus grande aire est celui formé par deux côtés symétriques par rapport au centre du cube, et les diagonales les joignant.
Une autre généralisation est la recherche du plus grand hypercube de dimension {\displaystyle m} contenu dans l'hypercube unité de dimension {\displaystyle n} ; son {\displaystyle m}-volume est toujours un nombre algébrique. Pour {\displaystyle (m,n)=(3,4)} (la recherche du plus grand cube dans le tesseract unité), question posée par Martin Gardner dans Scientific American, Kay R. Pechenick DeVicci et plusieurs autres lecteurs montrèrent que la réponse est la  racine carrée de la plus petite racine réelle du polynôme {\displaystyle 4x^{4}-28x^{3}-7x^{2}+16x+16}, soit environ 1.007435,. Pour {\displaystyle m=2}, le côté du plus grand carré contenu dans le {\displaystyle n}-hypercube est {\displaystyle {\sqrt {n/2}}} ou {\displaystyle {\sqrt {n/2-3/8}}}, selon que {\displaystyle n} est pair ou impair. Pour tout n supérieur ou égal à 3, l'hypercube de dimension n possède la propriété de Rupert.